# Phyllomyias nigrocapillus
A Phyllomyias nigrocapillus a madarak (Aves) osztályának verébalakúak (Passeriformes) rendjébe és a királygébicsfélék (Tyrannidae) családjába tartozó faj.

## Rendszerezése
A fajt Frédéric de Lafresnaye francia ornitológus írta le 1845-ben, a Tyrannulus nembe Tyrannulus nigro-capillus néven. Egyes szervezetek a Tyranniscus nembe sorolják Tyranniscus nigrocapillus néven.

## Alfajai
- Phyllomyias nigrocapillus aureus (Zimmer, 1941)
- Phyllomyias nigrocapillus flavimentum (Chapman, 1912)
- Phyllomyias nigrocapillus nigrocapillus (Lafresnaye, 1845)[1]

## Előfordulása
Az Andokban, Ecuador, Kolumbia, Peru és Venezuela területén honos. Természetes élőhelyei a szubtrópusi és trópusi hegyi esőerdők, valamint másodlagos erdők. Állandó, nem vonuló faj.

## Megjelenése
Testhossza 11 centiméter.

## Természetvédelmi helyzete
Az elterjedési területe nagyon nagy, egyedszáma pedig stabil. A Természetvédelmi Világszövetség Vörös listáján nem fenyegetett fajként szerepel.